# 東郷町山田
東郷町山田（とうごうちょうやまだ）は、鹿児島県薩摩川内市の大字。旧薩摩国薩摩郡東郷山田村、薩摩郡上東郷村大字山田、薩摩郡東郷町大字山田。郵便番号は895-1104。人口は364人、世帯数は171世帯（2020年10月1日現在）。字域の面積は9.92平方キロメートル。

## 地理
薩摩川内市の北部、川内川支流山田川の上流域に位置している。北東部に飯森塚岡の丘陵、西部には笠山が広がり、その中間に盆地状の地形をなしており、盆地部に集落が集中している。字域の北方から東方にかけてさつま町白男川、南方に東郷町南瀬、西方に東郷町斧渕、東郷町鳥丸、東方にさつま町二渡が接している。
中央部をほぼ東西に鹿児島県道344号東郷山田宮之城線が通り、薩摩川内市立山田小学校跡付近で鹿児島県道346号山田入来線が南方に向けて分岐している。北部には川薩広域農道が東西に通っており、東郷町鳥丸と結ぶ山鳥トンネル、さつま町白男川とを結ぶ白山トンネルがある。

### 河川
- 川内川支流山田川

## 歴史

### 山田の成立と中世
山田という地名は戦国時代より見え、薩摩国東郷のうちであった。戦国時代には東郷氏と島津氏の抗争が激しく、文明17年（1485年）に東郷氏の東郷重理は白男川（現在のさつま町白男川）にある栗脇城に陣し、泊野川を挟み島津忠廉と対戦し東郷重理は敗れ、当地にあった山田城に陣した。その後島津忠廉は追撃して来たが、激戦の後忠廉は敗れ帖佐（現在の姶良市）に引き揚げた。

### 近世の山田村
江戸時代には薩摩国薩摩郡東郷（外城）のうちであった。村高は「天保郷帳」では440石余、「郡村高辻帳」では440石余、「三州御治世要覧」では613石余、「旧高旧領取調帳」では862石余であった。
江戸時代の初期には島津氏家臣であり伊集院郷石谷村（現在の鹿児島市石谷町）領主町田氏の町田久倍へ山田村などの領地が島津義久より与えられている。その後明暦2年（1656年）に日置島津家領であった東郷に編入され、延宝8年（1680年）には薩摩藩直轄領となった。

### 町村制施行以降
1889年（明治22年）4月1日に町村制が施行されたのに伴い、東郷のうち東部の区域に当たる斧淵村・山田村・南瀬村・宍野村・鳥丸村・藤川村の6村の区域より薩摩郡上東郷村が成立した。それまでの山田村は上東郷村の大字「山田」となった。
1941年（昭和16年）6月16日には薩摩山田電信電話取扱所が開設され、1947年（昭和22年）5月16日には東郷山田郵便局に改称し郵便局となった。1952年（昭和27年）12月1日に上東郷村が東郷村に改称、即日町制施行し、東郷町となった。1982年（昭和57年）には山田校区コミュニティセンターが落成した。
2004年（平成16年）10月12日に東郷町が川内市、薩摩郡樋脇町、入来町、祁答院町、下甑村、上甑村、里村、鹿島村と新設合併し薩摩川内市が設置された。この市町村合併に伴い設置された法定合併協議会において大字名については「従前の町名を従前の大字に冠したものをもって、大字とする。」と協定され、旧町名である「東郷町」を従前の大字名である山田に冠することとなった。
合併当日の10月12日に鹿児島県の告示である「 字の名称の変更」が鹿児島県公報に掲載された。この告示の規定に基づき即日名称の変更が行われ、大字名が「山田」から薩摩川内市の大字「東郷町山田」に改称された。

## 人口
以下の表は国勢調査による小地域集計が開始された1995年以降の人口の推移である。
| 統計年             | 統計年 | 人口 | 人口 |
| ------------------ | ------ | ---- | ---- |
| 1995年（平成7年）  | [ 15 ] | 687  |      |
| 2000年（平成12年） | [ 16 ] | 632  |      |
| 2005年（平成17年） | [ 17 ] | 548  |      |
| 2010年（平成22年） | [ 18 ] | 493  |      |
| 2015年（平成27年） | [ 19 ] | 415  |      |
| 2020年（令和2年）  | [ 5 ]  | 364  |      |

## 文化財

### 市指定
- 山田玉田の田の神（有形民俗文化財）[20]
- 山田下の女田の神（有形民俗文化財）[20]
- 山田楽（無形民俗文化財）[20]
- 山田古石塔群（記念物（史跡））[21]

## 施設

### 公共
- 山田地区コミュニティセンター[22]

### 郵便局
- 東郷山田郵便局[23]

## 教育

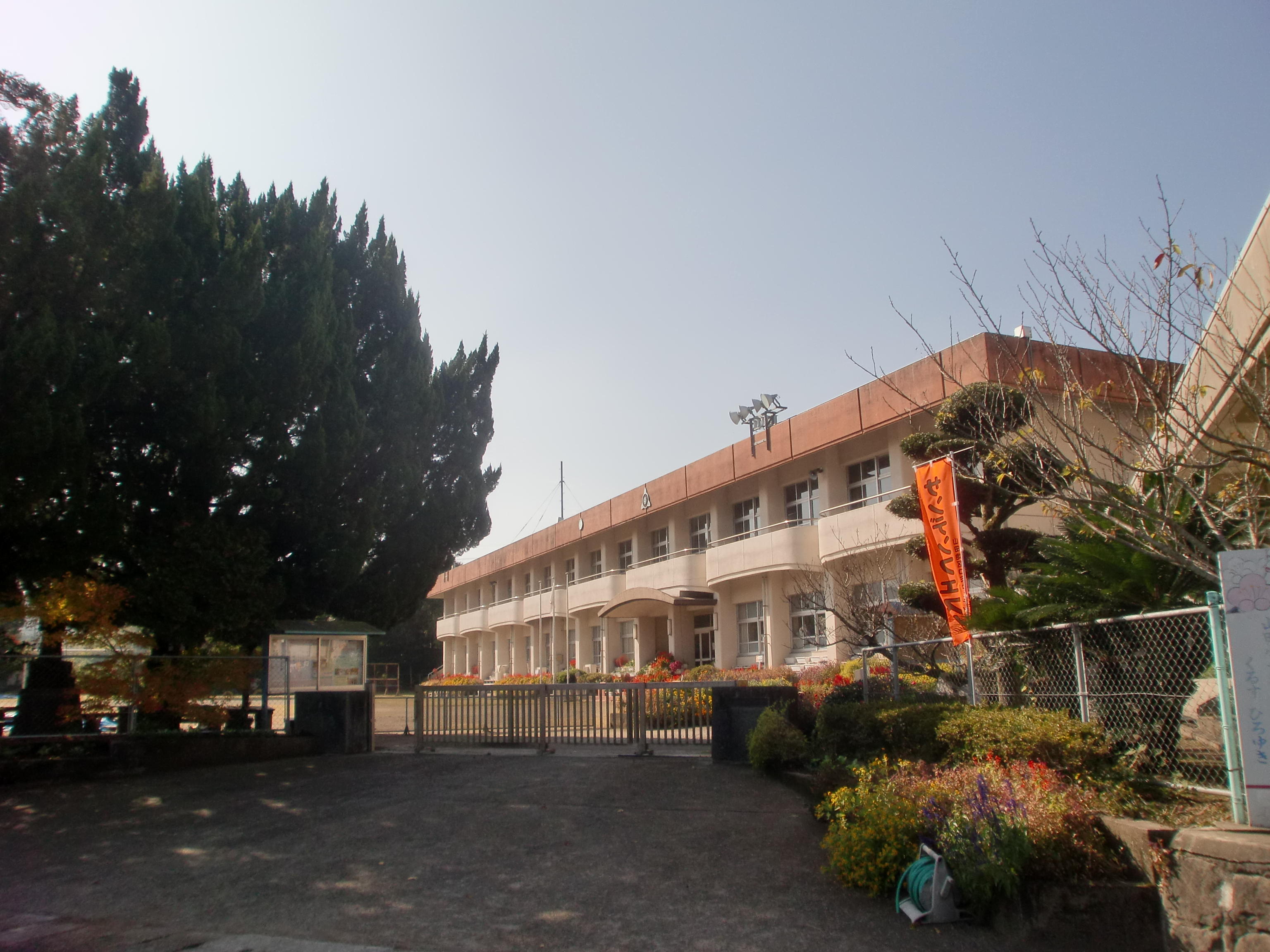
薩摩川内市立山田小学校

東郷町南瀬には2022年（令和4年）現在教育施設はなく、かつては「薩摩川内市立山田小学校」が設置されていた。

### 小学校
「薩摩川内市立山田小学校」は、東郷町山田3409番地にあった小学校である。1876年（明治9年）に私立山田学校として設立された。1878年（明治11年）に山田小学校となり、簡易科小学校・尋常小学校・尋常高等小学校・国民学校を経て、1947年（昭和22年）に山田小学校となった。2017年（平成29年）に薩摩川内市立東郷小学校へ統合され閉校となった。

### 小・中学校の学区
市立小・中学校に通う場合、学区（校区）は以下の通りとなる。
| 大字       | 番地 | 小学校                                           | 中学校                                           |
| ---------- | ---- | ------------------------------------------------ | ------------------------------------------------ |
| 東郷町山田 | 全域 | 薩摩川内市立東郷学園義務教育学校（義務教育学校） | 薩摩川内市立東郷学園義務教育学校（義務教育学校） |

## 交通

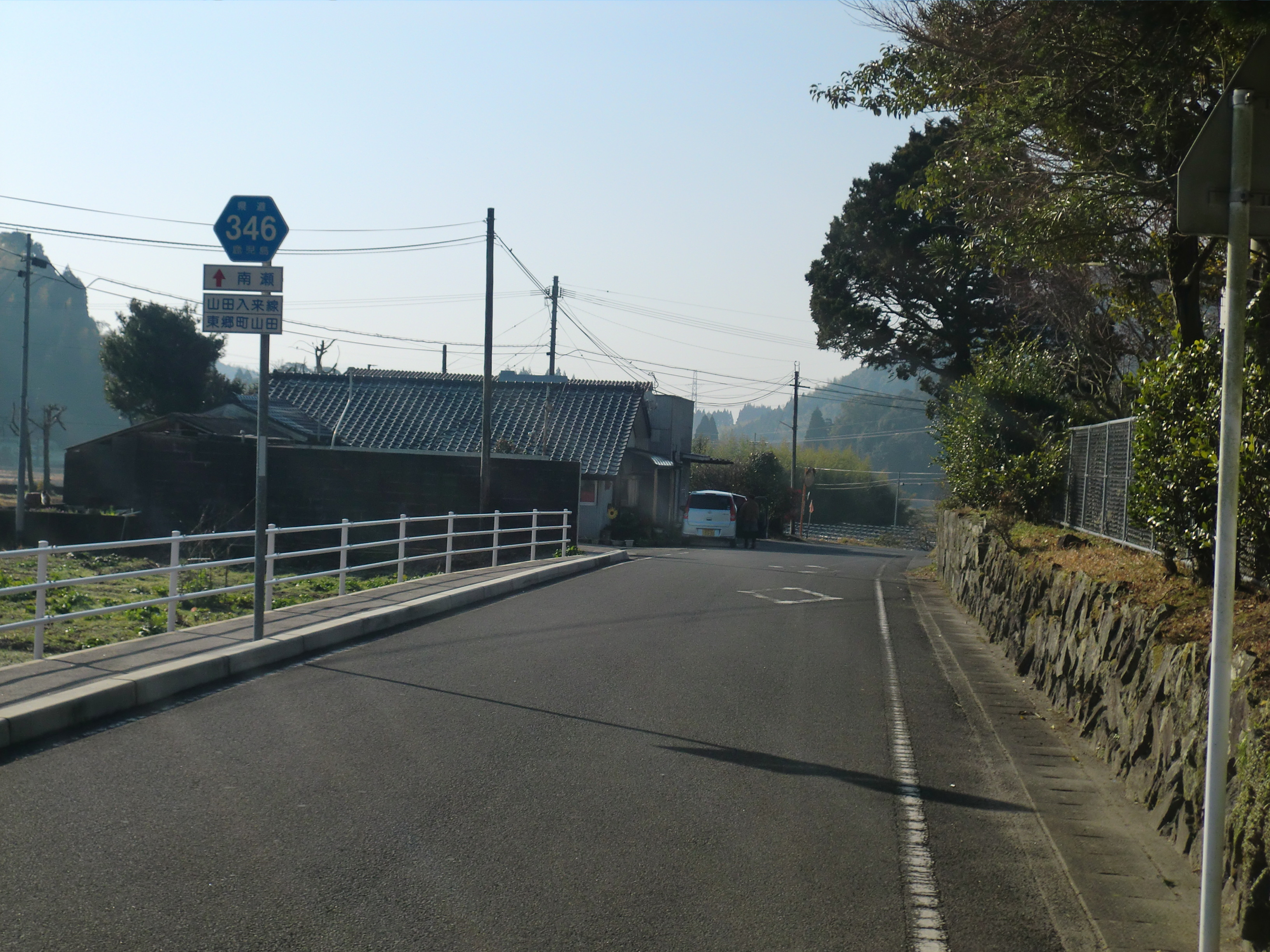
鹿児島県道346号山田入来線を山田小学校前より国道267号方面を望む

### 道路
一般県道
- 鹿児島県道344号東郷山田宮之城線
- 鹿児島県道346号山田入来線

### 路線バス
2021年（令和3年）現在、東郷町山田の区域では路線バスが運行されておらず、薩摩川内市が運営する東郷地域デマンド交通「ゆったり号」（予約制、南瀬・山田コース）が日曜日・祝日を除いて東郷町山田の山田上地区から南瀬を経て斧渕の東郷温泉ゆったり館まで運行されている。